# Vedebjerg Skov
 Vedebjerg Skov er en privat skov, der ligger på Midtsjælland ved Mørkøv mellem Holbæk og Jyderup.
Skoven hænger sammen ved flere andre skove Nyvænge,  Hellede Skov ,Orekrog Skov og Nørreskov, og er i dag et rekreativ område for borger i Mørkøv og omegn.
Syd for skoven ligger Kongsdal Gods, der er en gamle herregård. Godset ligger tæt ved skoven og nogle søer.
|  | Denne artikel om lokaliteten Vedebjerg Skov kan blive bedre, hvis der indsættes et (bedre) billede. Du kan hjælpe ved at afsøge Wikimedia Commons for et passende billede eller lægge et op på Wikimedia Commons med en af de tilladte licenser og indsætte det i artiklen. |

55°37′05″N 11°34′30″Ø / 55.618°N 11.575°Ø